# Gastroboletus
Gastroboletus es un género de hongo en la familia Boletaceae. Las especies de este género no poseen sombrero, sus estipes son inexistentes o muy poco desarrollados, y a menudo se encuentran total o parcialmente enterradas. Gastroboletus posee tubos ordenados de manera irregular, en vez de verticalmente como en los boletos típicos. De la mayoría de las especies se desconoce si son comestibles, y de aquellas que se sabe no son de buena calidad.

## Especies
- Gastroboletus amyloideus
- Gastroboletus boedijnii
- Gastroboletus brunneus
- Gastroboletus citrinobrunneus
- Gastroboletus dinoffii
- Gastroboletus doii
- Gastroboletus fascifer
- Gastroboletus molinae
- Gastroboletus thibetanus — China[2]
- Gastroboletus turbinatus
- Gastroboletus valdivianus
- Gastroboletus vividus
- Gastroboletus xerocomoides